# 馬坎比拉
10°39′57″S 37°32′27″W / 10.66583°S 37.54083°W
馬坎比拉（葡萄牙語：Macambira），是巴西的城鎮，位於該國東北部，由塞爾希培州負責管轄，始建於1953年，面積137平方公里，海拔高度282米，2010年人口6,411，人口密度每平方公里46.67人。